# Долгий Буерак
Долгий Буерак — деревня в Саратовском районе Саратовской области России. С 1 января 2022 года входит в состав городского округа Саратова. 

## История
Деревня образовалась в XIX веке у истока реки Гусёлка. 

## Физико-географическая характеристика
Деревня расположена на севере Саратовского района, севернее города Саратова. Расстояние до административного центра села Усть-Курдюм составляет 7 километров, до областного центра составляет 5 км. Населённый пункт находится вблизи крупной автотрассы Усть-Курдюмское шоссе.   
Климат
Климат в Долгом Буераке умеренно-холодный со значительным количеством осадков. Даже в засушливый месяц наблюдается много дождя (согласно классификации климатов Кёппена — Dfa). Среднегодовая температура - 6.5 °C. 446 mm - среднегодовая норма осадков. Самый засушливый месяц - Апрель с осадками 26 mm. Большая часть осадков здесь выпадает в Августе, в среднем 44 mm.
| Показатель                                       | Янв.  | Фев. | Март | Апр. | Май  | Июнь | Июль | Авг. | Сен. | Окт. | Нояб. | Дек. | Год |
| ------------------------------------------------ | ----- | ---- | ---- | ---- | ---- | ---- | ---- | ---- | ---- | ---- | ----- | ---- | --- |
| Средняя температура, °C                          | −10,1 | −9,5 | −3,7 | 8,5  | 15,8 | 20,5 | 22,6 | 20,8 | 14,6 | 6,6  | −1,4  | −6,7 | 6,5 |
| Норма осадков, мм                                | 40    | 29   | 27   | 26   | 32   | 42   | 43   | 44   | 40   | 34   | 42    | 41   | 446 |
| Источник: Климат Долгий Буерак (норма 1982-2012) |       |      |      |      |      |      |      |      |      |      |       |      |     |

Часовой пояс
деревня Долгий Буерак, как и вся Саратовская область, находится в часовой зоне МСК+1. Смещение применяемого времени относительно UTC составляет +4:00.
Уличная сеть
В Долгом Буераке девять улиц и два переулка (Дачный и Долгий). Также к деревне относятся территории 16 садовых некоммерческих товарищества, а также территория конно-спортивного центра "Гермес".

## Население
| 2002 | 2010 | 2019 |
| ---- | ---- | ---- |
| 134  | ↗163 | ↗238 |

Население составляет 238 человека (на 1 января 2019 года), насчитывается 73 двора.

## Экономика
На окраине деревни введён в эксплуатацию жилой посёлок Саморуково.
В 2013 году на территории деревни был построен и введён в эксплуатацию жилой комплекс коттеджного посёлка "Загородный комплекс Гермес". Здесь размещены 28 коттеджей повышенной комфортности и 6 таунхаусов.  

## Инфраструктура
На территории деревни осуществляет свою деятельность медицинский пункт. Дети школьного возраста доставляются школьным автобусом в общеобразовательное учреждение города Саратова.   
В пределах населённого пункта введён в эксплуатацию и работает конно-спортивный клуб "Гермес". На территории размещены открытый и закрытый манежи, гостиница, ресторан, детский клуб и банный комплекс, парковка для автомобилей. Площадь клуба по периметру огорожена.

## Достопримечательности
- В деревне возводится Храм Святителя и Чудотворца Николая. В 2019 году совершён чин освещения крестов и куполов для строящегося Храма[13].